# 9145 Shustov
9145 Shustov este un asteroid din centura principală de asteroizi.

## Descriere
9145 Shustov este un asteroid din centura principală de asteroizi. A fost descoperit pe 1 aprilie 1976 la Observatorul de Astrofizică din Crimeea de Nikolai Cernîh. El prezintă o orbită caracterizată de o semiaxă mare de 2,63 ua, o excentricitate de 0,16 și o înclinație de 14,3° în raport cu ecliptica.